# Hosszú Katinka
Hosszú Katinka (Pécs, 1989. május 3. –) háromszoros olimpiai, huszonhatszoros világ- és harmincötszörös Európa-bajnok, magyar úszónő. Az első versenyző, aki egy időben tartotta a világcsúcsot mind az öt vegyesúszó számban (200 m, 400 m, rövid pályán: 100 m, 200 m, 400 m).

## Pályafutása

### 2003–2008
2003-ban rövid pályás magyar bajnok volt 400 méter vegyesen. 2004-ben mutatkozott be a felnőtt nemzetközi mezőnyben az olimpiai játékokon. 200 m gyorson 2:04,22 perces idejével a 31. helyet szerezte meg. Az ifi Eb-n gyorsváltóban lett aranyérmes.
A 2004-es bécsi rövid pályás Európa-bajnokságon megszerezte élete első felnőtt versenyes érmét, 4:35,41-es idejével bronzérmes lett 400 méter vegyesen. A rövidebb vegyesszámban hatodik volt.
A 2005-ös ifi Eb-n három aranyérmet nyert. A rövid pályás Eb-n 200 vegyesen nyolcadik, 400 vegyesen ötödik volt.
Az újabb jelentős eredményre 2008-ig kellett várni, amikor az eindhoveni Európa-bajnokság 400 m-es vegyesúszó számában ezüstérmet szerzett. 2004 után ismét szerepelt az olimpián, 400 méteres vegyesúszásban a 12. helyen végzett, így nem sikerült továbbjutnia az előfutamból, míg 200 m vegyesen a 17. helyezett lett.

### 2009–2011
Az igazi sikert a 2009-es római világbajnokság hozta meg. Előbb július 27-én a 200 méteres vegyesúszó számban nyert bronzérmet (amivel a világbajnokság első magyar érmét szerezte), majd július 30-án 200 m pillangón ismételte meg a bronzérmes helyezést. A vb utolsó napján szolgáltatta a legnagyobb meglepetést: 400 m vegyesen 4:30,31 perces idővel világbajnoki- és Európa-csúcsot úszva aranyérmet nyert. Az amerikai egyetemi évei alatt David Salo edzővel készült fel.
A 2010-es úszó-Európa-bajnokságon Budapesten 400 méteres vegyesúszásban ezüstérmes lett, majd a rövidebb távon 200 méteren Európa-bajnok lett, egyetlen századmásodperccel megelőzve Verrasztó Evelynt. A női 4×200-as gyorsváltó tagjaként is aranyérmet nyert, valamint 200 méteres pillangóúszásban is nyert, Jakabos Zsuzsanna előtt.
A 2010-es rövid pályás világbajnokságon 200 pillangón országos csúccsal jutott a döntőbe, ahol negyedik lett. Ugyanezen a helyen végzett 200 méter vegyesen. A 4 × 200 méteres gyorsváltóban hetedik volt.

### 2011–2012
A 2011-es vb-n 200 m vegyesen hatodik, 200 m pillangón 19., 400 m vegyesen 15., a 4 × 200 méteres gyorsváltóban ötödik volt. Az év végén tagja volt az Európa-válogatottnak.
A 2012-es Európa-bajnokságon 200 m pillangón, valamint 200 és 400 m vegyesen aranyérmes, a 4 × 200 m gyors váltóval második, a 4 × 100 méteres gyors váltóval negyedik, a 4 × 100 m vegyes váltóval hatodik lett. Az olimpián 400 méter vegyesen a selejtezőben harmadik lett, amivel a döntőbe került, ahol negyedik helyen végzett. 200 méter vegyesen negyedik helyen jutott az elődöntőbe, majd ötödikként a döntőbe. 200 méter pillangón a negyedik helyen került az elődöntőbe. Itt a kilencedik helyen végzett. Az elődöntő után 45 perccel, nyolcadik lett a 200 méter vegyes döntőjében. A 4 × 200 m gyorsváltóval a kilencedikek lettek a selejtezőben. A döntőről két századmásodperccel maradtak le. Szeptemberben befejezte Dave Salóval a közös munkát. Edzéseit a továbbiakban Shane Tusup irányította.
2012 őszén, a nyolc állomásos rövid pályás világkupán a nők között összetettben az első helyen végzett.
A 2012-es rövid pályás Európa-bajnokságon 200 méter pillangón, 100 és 200 méter vegyesen első helyen jutott a döntőbe, ahol mindhárom versenyszámban aranyérmes lett. 800 méter gyorson a nyolcadik helyen végzett. 400 méter gyorson második helyen került a fináléba, ahol hetedik lett. 400 méter vegyesen másodikként, 200 méter gyorson harmadikként lett döntős. A döntőkben vegyesen második, gyorson nyolcadik volt.

### 2013–2015
2012 decemberében bejelentette, hogy 2013-tól a Vasas SC színeiben versenyez tovább. 2013 januárjától a Magyar Úszó Szövetség sportolói bizottságának tagja lett.
A 2013-as világbajnokságon 200 méter vegyesen a selejtezőből 1. helyen jutott a középdöntőbe, és a döntőbe, ahol aranyérmet szerzett. 100 méter háton országos csúccsal második lett a selejtezőben, de a 200 méter vegyes döntője miatt visszalépett. 200 méter gyorson másodikként jutott tovább a selejtezőből. A középdöntőben kilencedik lett. 200 méter pillangón második helyen jutott tovább a selejtezőből, harmadikon a középdöntőből. A döntőben bronzérmet szerzett. 200 méter háton 5.-ként jutott tovább a selejtezőből. A középdöntőben és a döntőben egyaránt hatodik lett. 400 méter vegyesen első helyen került a döntőbe, ahol 4:30,41-es idővel aranyérmet szerzett.
A világbajnokság után a rövid pályás világkupa eindhoveni állomásán két nap alatt négyszer úszott világcsúcsot. Augusztus 7-én a 200 m-es vegyesúszás rekordját kétszer döntötte meg, délelőtt az előfutamban 2:04,39-es idővel, majd délután 2:03,20-es időt ért el. Másnap a 100 m-es vegyesúszás rekordját már ez előfutamban megdöntötte (57,73), amit a délutáni döntőben tovább javított (57,50). Ezenkívül 400 méter vegyesen Európa-rekordot teljesített és több országos csúcsot is úszott. Augusztus 11-én a rövid pályás világkupán, Berlinben a 100 m vegyes előfutamában (57,45), és a 400 m vegyes döntőjében is (4:20,85) új világcsúcsot ért el. Ezzel úszótörténelmet írt, ő lett az első versenyző, aki rövid pályán mindhárom vegyesúszó szám világrekordját egy időben tartja. Novemberben a rövid pályás világkupa tokiói állomásán 50 mellen is országos csúcsot úszott Ezzel ő lett az első magyar úszónő, aki egyszerre mind az öt úszásnemben magyar csúcstartó.
Az év végén az Európai Úszószövetség (LEN) 2013 legjobb európai úszónőjének választotta. A rövid pályás Európa-bajnokságon 200 méter vegyesen első, 200 pillangón negyedik, 4 × 50 m váltóban nyolcadik lett. A 100 méteres vegyesúszásban ezüstérmet szerzett, 50 méteres hátúszásban 10. volt. 400 méter vegyesen a második, 200 néter háton a harmadik helyen végzett. 100 méter pillangón ötödik lett.
2015 májusában a Swimming World című amerikai szakfolyóirat internetes oldalán megjelent egy cikk, amelyben a szerző, Casey Barrett azt állította Hosszúról, hogy rendkívüli eredményességének hátterében teljesítménynövelő szerek használata áll. A cikk nagy visszhangot keltett a magyar sajtó és sportélet részéről; a Magyar Úszó Szövetség (MÚSZ) elnöke, Gyárfás Tamás nyilatkozatban utasította el az úszónőt ért doppingvádakat. Hosszú egy sajtótájékoztatón reagált a megjelent írásra, és azt nyilatkozta, „sohasem szedtem teljesítménynövelő szereket, és szentül vallom, nincs az a pénz, hírnév, nincs az a győzelem, ami visszaigazolná, megérte eladni a lelkemet”. 2015 novemberében Arizona államban rágalmazásért beperelte Casey Barrett újságírót, illetve a Swimming World Magazine kiadóját.
A 2015-ös kazanyi világbajnokságon 2:06,84-es Európa-rekorddal jutott be a 200 m vegyesúszás döntőjébe, ahol új világcsúcs idővel (2:06,12) megtartotta korábbi világbajnoki címét.
2015 novemberében megnyerte a világkupa összetett értékelését.

### 2016–2018

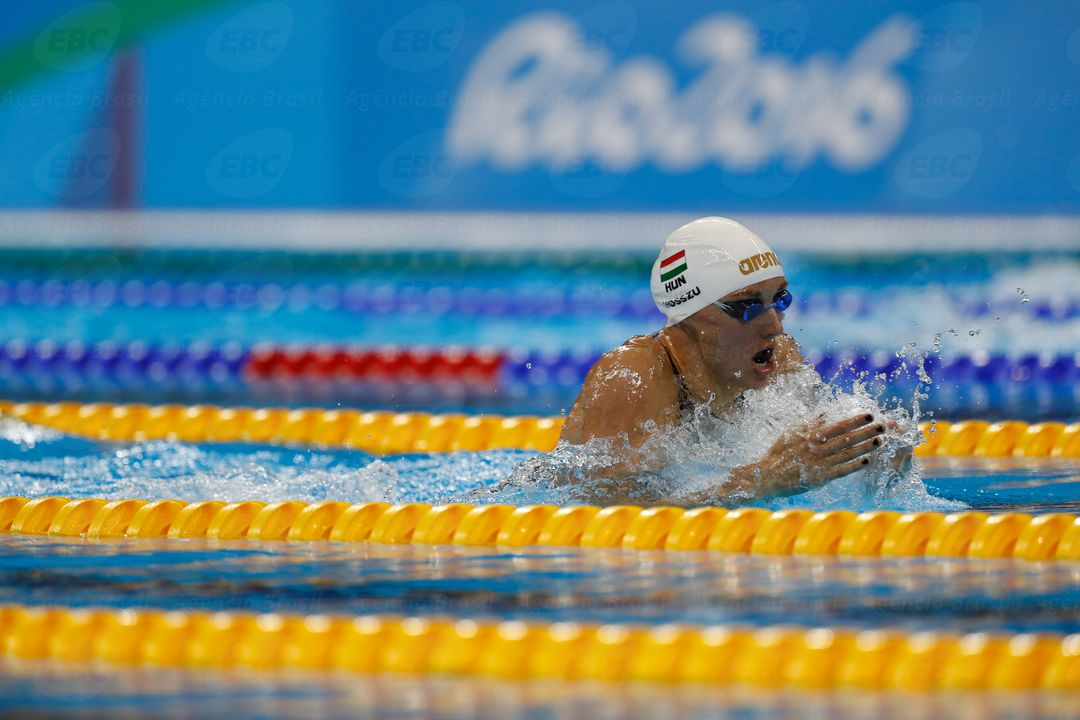
Hosszú Katinka Rióban

A riói olimpián élete legnagyobb sikerét érte el. 3 arany- és 1 ezüstéremmel az olimpia legeredményesebb úszója volt egyéni számokban.
- Első olimpiai bajnoki címét 2016. augusztus 6-án a Rio de Janeiróban rendezett 2016. évi nyári olimpiai játékokon a 400 méteres vegyesúszásban új világcsúccsal (4:26,36) szerezte meg.[63]
- Második olimpiai aranyérmét augusztus 8-án 100 méteres hátúszásban nyerte meg.[64]
- Harmadik aranyérmét augusztus 9-én olimpiai rekordot úszva (2:06,58)[65] a 200 méteres vegyesúszásban szerezte.
- Augusztus 12-én 200 méteres hátúszásban ezüstérmet szerzett.[66]

A kanadai Winsdor városában rendezett rövid pályás világbajnokságon hét arany- és két ezüstérmet szerzett, és a rövid pályás világbajnokságok legeredményesebb női úszójává vált.
2017. január 12-én sorozatban negyedszer, összességében ötödször választották Magyarországon az év női sportolójának, majd átvehette az év európai sportolójának járó díjat is a Nemzetközi Sportújságíró-szövetség (AIPS) képviselőjétől is. Magyar sportoló ennek előtte legutóbb 1992-ben érdemelte ki ezt a díjat Egerszegi Krisztina révén.

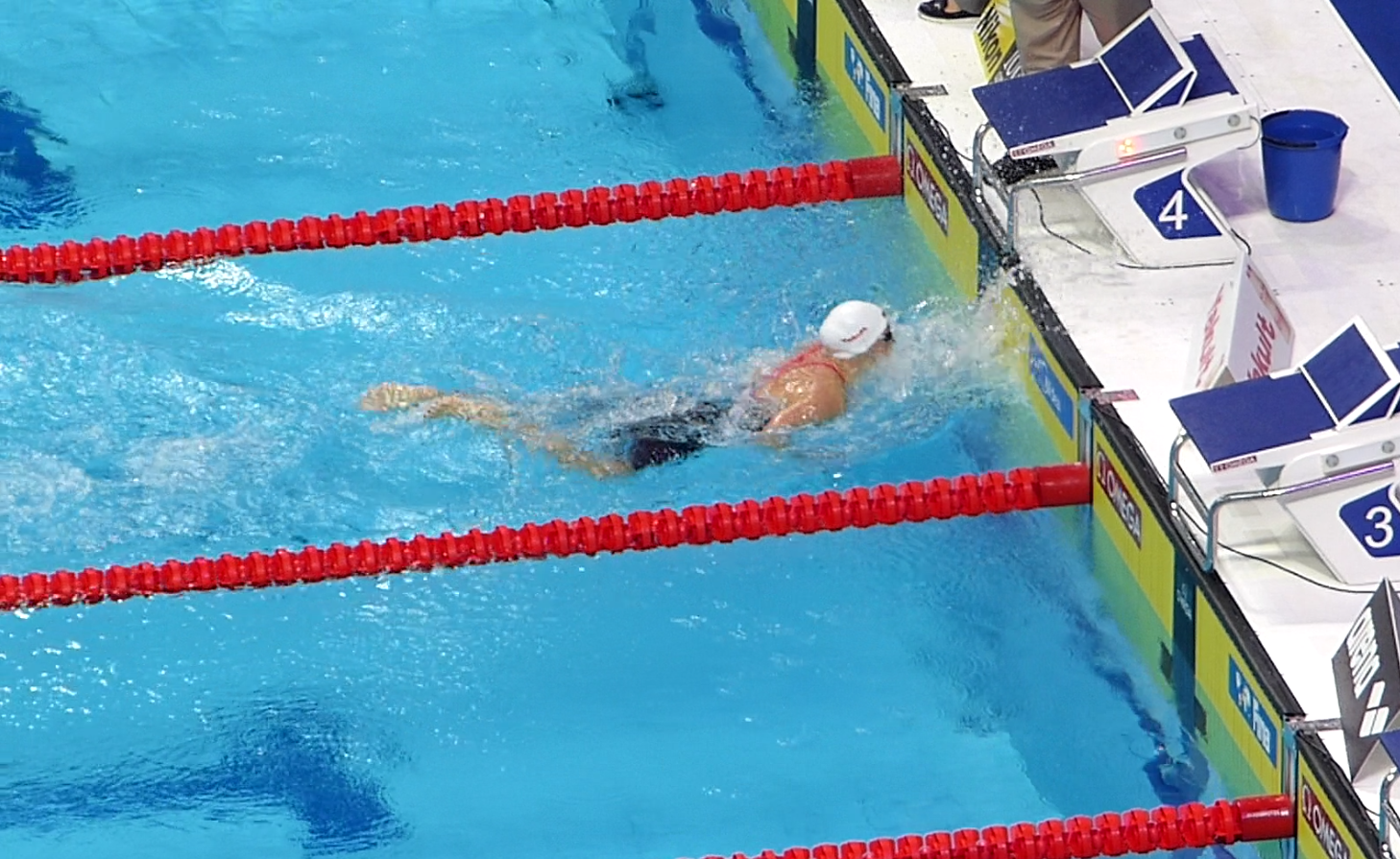
Hosszú Katinka a célban - 2017. július 30., Duna Aréna

A Budapesten megrendezett 2017-es úszó-világbajnokságon július 24-én 200 vegyesen lett világbajnok, majd július 30-án végig vezetve a távon, a 400 méteres vegyesúszást világbajnoki csúccsal nyerte meg.
2017 júliusában 29 társával, köztük 15 olimpiai bajnokkal megalapította a Profi Úszók Világszövetségét (Global Association of Professional Swimmers (GAPS). A decemberi rövid pályás Európa-bajnokságon összesen hat aranyérmet szerzett, megnyerve az 50 méteres-, 100 méteres és 200 méteres hátúszás, valamint a 100 méteres-, 200 méteres és 400 méteres vegyesúszás versenyszámait is.

### 2018-tól
2018 májusában Tusuppal megszűnt a szakmai kapcsolata. Hosszú 2018 július végén mutatta be a stábnak új  edzőjét Petrov Árpádot.
A 2018-as úszó-Európa-bajnokságon a 200 méteres vegyesúszásban megvédte Európa-bajnoki címét. Ő lett az első női úszó aki sorozatban négyszer is megvédte Európa-bajnoki címét egy versenytávon. 100 méteres hátúszásban 4. lett, a 200 méteres hátúszástól visszalépett.
Október elején, a Duna Arénában rendezett úszó-világkupa fordulóban megszerezte 400. érmét is a sorozatban.
A 2018-as rövid pályás úszó-világbajnokságon 400 méteres vegyes úszásban és 200 méteres pillangóúszásban aranyérmet szerzett. Ezt követően első lett 200 méter és 100 méter vegyes úszásban is, valamint másodikként ért célba 100 méter háton, így összességében négy arany-, és egy ezüstéremmel zárta a versenyt.
A dél-koreai Kvangdzsuban rendezett világbajnokságon 200 méteres és 400 méteres vegyesúszásban is aranyérmes lett.
A 2019-es rövid pályás úszó-Európa-bajnokságon 100, 200 és 400 méteres vegyesúszásban, valamint 200 méteres pillangóúszásban is aranyérmes lett, összességében pályafutása során huszadik rövid pályás Európa-bajnoki elsőségét begyűjtve, amivel Cseh Lászlót megelőzve a legeredményesebb magyar versenyző lett a 25 méteres medencében rendezett kontinensbajnokságok történetében.
A 2021 májusában Budapesten rendezett Európa-bajnokságon 400 méteres vegyesúszásban aranyérmet szerzett, 200 méteres pillangóúszásban pedig ezüstérmes lett Kapás Boglárka mögött.
A tokiói olimpián 400 méteres vegyesúszásban döntőbe jutott, ahol az 5. helyen végzett. 200 méteres vegyesúszásban 7. lett, a 200 méteres pillangóúszás előfutamától pedig visszalépett. 200 méteres hátúszásban nem jutott döntőbe, összesítésben a 20. helyen végzett.
2025 januárjában bejelentette a visszavonulását.

## Tanulmányai
1996 és 2002 között a bajai Gyakorló Általános Iskola tanulója volt, majd szintén Baján, a III. Béla Gimnáziumban folytatta tanulmányait és érettségizett 2008-ban. 2008 őszétől a Los Angeles-i Dél-kaliforniai Egyetem (angolul: University of Southern California) hallgatója, valamint itt készült a versenyekre. 2012-ben diplomázott pszichológia szakon, az egyetem bachelor fokozatát szerezve meg.

## Családja
Szülei Hosszú István és Bakos Barbara, nagyapja Bakos László, aki Katinka első edzője volt. Két bátyja van, Ádám és Gergely.
2013. augusztus 22-én férjhez ment amerikai edzőjéhez, Shane Tusuphoz. 2018 májusában Hosszú és Tusup is arról írtak a közösségi médiában, hogy megszűnt a szakmai és magánéleti kapcsolatuk, júniusban újraindították a válóperüket.
2022. augusztus 22-én férjhez ment edzőjéhez Gelencsér Mátéhoz, aki korábban úszó volt, modellkedéssel is foglalkozott. 2023 augusztusában megszületett lányuk Layber-Gelencsér Kamília.

## Eredményei

### Olimpiai játékok
| Év   | Versenyszám    | Eredmény     | Idő          | Megjegyzés      |
| ---- | -------------- | ------------ | ------------ | --------------- |
| 2004 | 200 m gyors    | 31.          | 2:04,22      |                 |
| 2008 | 200 m vegyes   | 17.          | 2:13,05      |                 |
| 2008 | 400 m vegyes   | 12.          | 4:37,55      |                 |
| 2012 | 200 m vegyes   | 8.           | 2:14,19      |                 |
| 2012 | 200 m pillangó | 9.           | 2:07,69      |                 |
| 2012 | 400 m vegyes   | 4.           | 4:33,49      |                 |
| 2016 | 100 m hát      | 1.           | 0:58,45      | országos rekord |
| 2016 | 200 m vegyes   | 1.           | 2:06,58      | olimpiai csúcs  |
| 2016 | 200 m hát      | 2.           | 2:06,05      |                 |
| 2016 | 400 m vegyes   | 1.           | 4:26,36      | új világcsúcs   |
| 2020 | 200 m vegyes   | 7.           | 2:12,38      |                 |
| 2020 | 200 m pillangó | Visszalépett | Visszalépett | Visszalépett    |
| 2020 | 200 m hát      | 20.          | 2:12,84      |                 |
| 2020 | 400 m vegyes   | 5.           | 4:35,98      |                 |

### Világbajnokság
| Év   | Versenyszám    | Eredmény | Idő     | Megjegyzés          |
| ---- | -------------- | -------- | ------- | ------------------- |
| 2009 | 200 m vegyes   | 3.       | 2:07,46 |                     |
| 2009 | 200 m pillangó | 3.       | 2:04,28 |                     |
| 2009 | 400 m vegyes   | 1.       | 4:30,31 |                     |
| 2013 | 200 m vegyes   | 1.       | 2:07,92 |                     |
| 2013 | 200 m pillangó | 3.       | 2:05,59 |                     |
| 2015 | 200 m vegyes   | 1.       | 2:06,12 | új világcsúcs       |
| 2015 | 200 m hát      | 3.       | 2:06,84 |                     |
| 2015 | 400 m vegyes   | 1.       | 4:30,39 |                     |
| 2017 | 200 m vegyes   | 1.       | 2:07,00 |                     |
| 2017 | 400 m vegyes   | 1.       | 4:29,33 | világbajnoki rekord |
| 2019 | 200 m vegyes   | 1.       | 2:07,53 |                     |
| 2019 | 400 m vegyes   | 1.       | 4:30,39 |                     |
| 2019 | 200 m hát      | 8.       | 2:10,08 |                     |
| 2022 | 200 m vegyes   | 7.       | 2:11,37 |                     |
| 2022 | 400 m vegyes   | 4.       | 4:37,89 |                     |

### Európa-bajnokság
| Év   | Versenyszám        | Eredmény | Idő     | Megjegyzés            |
| ---- | ------------------ | -------- | ------- | --------------------- |
| 2009 | 400 m vegyes       | 2.       | 4:37,43 |                       |
| 2010 | 200 m vegyes       | 1.       | 2:09,09 |                       |
| 2010 | 200 m pillangó     | 1.       | 2:06,71 |                       |
| 2010 | 400 m vegyes       | 2.       | 4:36,43 |                       |
| 2010 | 4×200 m gyorsváltó | 1.       | 1:58,60 |                       |
| 2012 | 200 m vegyes       | 1.       | 2:10,84 |                       |
| 2012 | 200 m pillangó     | 1.       | 2:07,28 |                       |
| 2012 | 400 m vegyes       | 1.       | 4:33,76 |                       |
| 2012 | 4×200 m gyorsváltó | 2.       | 7:54,70 |                       |
| 2014 | 400 m vegyes       | 1.       | 4:31,03 |                       |
| 2016 | 200 m hát          | 1.       | 2:07,01 |                       |
| 2016 | 400 m vegyes       | 1.       | 4:30,90 | európa-bajnoki rekord |
| 2018 | 200 m vegyes       | 1.       | 2:10,17 |                       |
| 2020 | 200 m pillangó     | 2.       | 2:08,14 |                       |
| 2020 | 200 m vegyes       | 3.       | 2:10,12 |                       |
| 2020 | 400 m vegyes       | 1.       | 4:34,76 |                       |
| 2022 | 200 m pillangó     | 13.      | 2:14,54 |                       |
| 2022 | 200 m vegyes       | 8.       | 2:14,37 |                       |
| 2022 | 400 m vegyes       | 4.       | 4:45,07 |                       |

### Rövid pályás Európa-bajnokság
| Év   | Versenyszám    | Eredmény | Idő     | Megjegyzés            |
| ---- | -------------- | -------- | ------- | --------------------- |
| 2004 | 400 m vegyes   | 3.       | 4:35,41 |                       |
| 2012 | 200 m pillangó | 1.       | 2:05,78 |                       |
| 2012 | 100 m vegyes   | 1.       | 58,83   |                       |
| 2012 | 200 m vegyes   | 1.       | 2:05,78 |                       |
| 2012 | 400 m vegyes   | 2.       | 4:23,91 | országos rekord       |
| 2013 | 200 m vegyes   | 1.       | 2:04,33 | európa-bajnoki rekord |
| 2013 | 100 m vegyes   | 2.       | 57,96   |                       |
| 2013 | 400 m vegyes   | 2.       | 4:24,69 |                       |
| 2013 | 200 m hát      | 3.       | 2:03,81 |                       |
| 2015 | 50 m hát       | 1.       | 26,13   |                       |
| 2015 | 100 m hát      | 1.       | 55,42   | európa-bajnoki rekord |
| 2015 | 200 m hát      | 1.       | 1:59,84 | európa-bajnoki rekord |
| 2015 | 100 m vegyes   | 1.       | 56,67   | világbajnoki rekord   |
| 2015 | 200 m vegyes   | 1.       | 2:02,53 | európa-bajnoki rekord |
| 2015 | 400 m vegyes   | 1.       | 4:19,75 |                       |
| 2015 | 400 m gyors    | 2.       | 3:58,84 |                       |
| 2017 | 50 m hát       | 1.       | 25,95   |                       |
| 2017 | 100 m hát      | 1.       | 55,66   |                       |
| 2017 | 200 m hát      | 1.       | 2:01,59 |                       |
| 2017 | 100 m vegyes   | 1.       | 56,97   |                       |
| 2017 | 200 m vegyes   | 1.       | 2:04,43 |                       |
| 2017 | 400 m vegyes   | 1.       | 4:24,78 |                       |
| 2019 | 200 m pillangó | 1.       | 2:03,21 |                       |
| 2019 | 100 m vegyes   | 1.       | 57,36   |                       |
| 2019 | 200 m vegyes   | 1.       | 2:04,68 |                       |
| 2019 | 400 m vegyes   | 1.       | 4:25,10 |                       |

## Magyar bajnokság

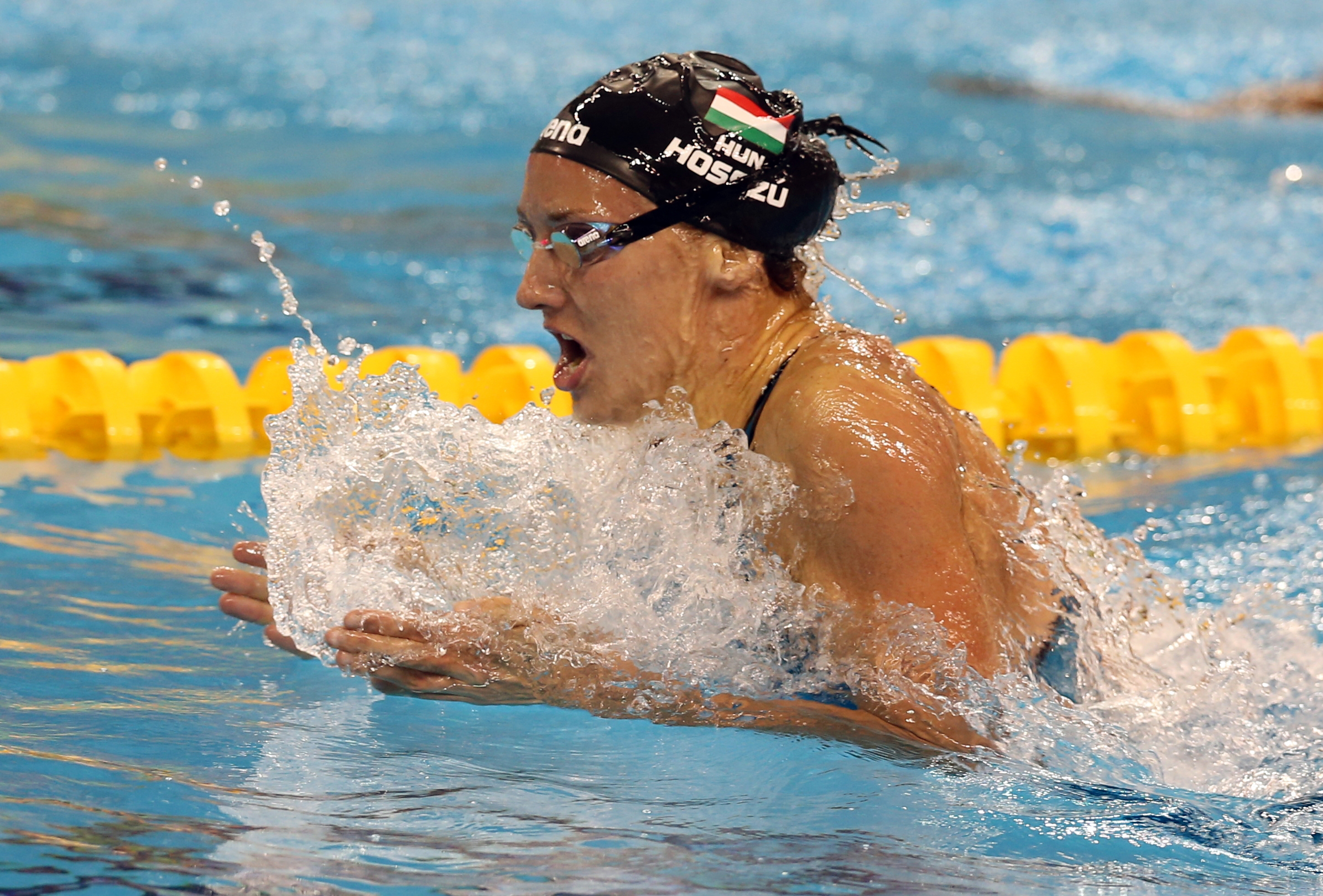
Hosszú Katinka 2013-ban, Doha

|                        | 2003 | 2004 | 2005 | 2006 | 2007 | 2008 | 2009 | 2013 | 2014 | 2017 | 2019 | 2021 | 2022 | 2024 |
| ---------------------- | ---- | ---- | ---- | ---- | ---- | ---- | ---- | ---- | ---- | ---- | ---- | ---- | ---- | ---- |
| 50 m gyors             |      |      |      |      |      |      |      |      | 2.   | 4.   |      |      |      |      |
| 100 m gyors            |      |      |      | 3.   | 5.   |      |      |      | 1.   | 1.   |      |      |      |      |
| 200 m gyors            |      | 3.   | 1.   | 1.   | 5.   | 2.   | 8.   | 1.   | 1.   | 1.   | 1.   | 5.   |      |      |
| 400 m gyors            |      |      | 3.   | 3.   | 4.   | 2.   |      | 2.   | 2.   | 2.   | 3.   |      |      |      |
| 800 m gyors            |      |      | 3.   |      |      |      | 1.   | 2.   | 3.   | 6.   |      |      |      |      |
| 1500 m gyors           |      |      |      |      |      |      |      |      | 4.   | 3.   |      |      |      |      |
| 50 m mell              |      |      |      |      |      |      |      |      | 2.   | 3.   |      |      |      |      |
| 100 m mell             |      |      |      |      |      |      |      |      | 2.   | 5.   | 8.   |      |      |      |
| 200 m mell             |      |      |      |      | 5.   | 8.   |      | 1.   | 2.   | 2.   |      |      |      |      |
| 50 m hát               |      |      |      |      |      |      |      | 1.   | 1.   | 1.   |      | 2.   |      |      |
| 100 m hát              |      |      |      |      |      | 3.   |      | 1.   | 1.   | 1.   |      |      |      |      |
| 200 m hát              | 5.   |      |      |      |      |      |      | 1.   | 1.   | 3.   | 2.   | 4.   |      |      |
| 50 m pillangó          |      |      |      |      | 8.   |      |      | 1.   | 3.   | 4.   |      |      |      |      |
| 100 m pillangó         |      |      |      |      |      |      | 2.   | 1.   | 3.   | 2.   | 1.   | 1.   | 2.   | 6.   |
| 200 m pillangó         |      |      |      |      |      | 5.   | 1.   | 1.   | 1.   | 8.   | 3.   | 2.   | 1.   |      |
| 200 m vegyes           | 5.   | 4.   | 3.   | 2.   | 2.   |      | 2.   |      | 1.   | 1.   | 1.   | 1.   | 2.   | 3.   |
| 400 m vegyes           |      | 3.   | 2.   | 2.   | 2.   |      | 1.   | 1.   | 1.   | 1.   | 1.   | 1.   | 1.   | 4.   |
| 4 × 100 m gyors        |      |      |      |      |      |      | 5.   | 4.   | 2.   |      | 7.   |      |      |      |
| 4 × 200 m gyors        |      |      |      |      |      |      | 6.   | 4.   | 3.   |      | 5.   |      |      |      |
| 4 × 100 m vegyes       |      |      |      |      |      |      | 4.   | 3.   |      |      | 5.   |      |      | 3.   |
| 4 × 100 m gyors (mix)  |      |      |      |      |      |      |      |      | 2.   |      | 6.   |      |      |      |
| 4 × 100 m vegyes (mix) |      |      |      |      |      |      |      |      | 2.   |      |      |      |      |      |

2010-2012-ben, 2015-2016-ban, 2018-ban, 2020-ban és 2023-ban nem indult az országos bajnokságon.

## Rekordjai
50 m gyors
- 25,19 (2014. január 31., Nizza) országos csúcs[100]

100 m gyors
- 53,64 (2014. szeptember 5., Szingapúr) országos csúcs[101]

200 m gyors
- 1:56,30 (2014. május 17., Charlotte) országos csúcs[102]
- 1:55,89 (2015. május 15., Charlotte) országos csúcs[103]
- 1:55,81 (2015. szeptember 25., Hongkong) országos csúcs[104]
- 1:55,41 (2015. november 6., Dubaj) országos csúcs[105]

400 m gyors
- 4:05,51 (2014. június 8., Monte Carlo) országos csúcs[106]

50 m hát
- 28,83 (2013. június 16., Canet-en-Roussillon) országos csúcs[107]
- 28,52 (2014. június 13., Róma) országos csúcs[108]
- 28,43 (2015. február 15., Amiens) országos csúcs[109]
- 28,30 (2015. május 24., Nancy) országos csúcs[110]
- 28,17 (2015. június 6., Canet-en-Roussillon) országos csúcs[111]
- 27,99 (2015. november 6., Dubaj) országos csúcs[105]

100 m hát
- 59,40 (2013. július 29., Barcelona) országos csúcs
- 59,36 (2014. szeptember 5., Szingapúr) országos csúcs[101]
- 58,78 (2015. augusztus 3., Kazany) országos csúcs[112]
- 58,45 (2016. augusztus 8., Rio de Janeiro) országos csúcs[113]

200 m hát
- 2:06,18 (2015. augusztus 7., Kazany) országos csúcs[114]
- 2:06,09 (2016. augusztus 11., Rio de Janeiro) országos csúcs[115]
- 2:06,03 (2016. augusztus 11., Rio de Janeiro) országos csúcs[116]
- 2:05,85 (2017. július 29., Budapest) országos csúcs[117]

200 m pillangó
- 2:06,21 (2009. július 29., Róma) országos csúcs
- 2:04,27 (2009. július 29., Róma) Európa-csúcs

200 m vegyes
- 2:09,12 (2009. július 26., Róma) Európa-csúcs[118]
- 2:07,46 (2009. július 27., Róma) Európa-csúcs[119]
- 2:07,30 (2015. augusztus 2., Kazany) Európa-csúcs[120]
- 2:06,84 (2015. augusztus 2., Kazany) Európa-csúcs[121]
- 2:06,12 (2015. augusztus 3., Kazany) világcsúcs[122]

400 m vegyes
- 4:33,88 (2009. május 23., Irvine) országos csúcs
- 4:30,31 (2009. augusztus 2., Róma) Európa-csúcs
- 4:29,89 (2016. március 4., Marseille) Európa-csúcs[123]
- 4:28,58 (2016. augusztus 6., Rio de Janeiro) Európa-csúcs
- 4:26,36 (2016. augusztus 6., Rio de Janeiro) világcsúcs[124]

50 m gyors, rövid pálya
- 24,71 (2014. május 23., Bergen) országos csúcs[125]
- 24,66 (2014. szeptember 29., Hongkong) országos csúcs[126]
- 24,58 (2014. szeptember 29., Hongkong) országos csúcs[127]
- 24,43 (2014. december 29., Réunion) országos csúcs[128]

100 m gyors, rövid pálya
- 52,37 (2014. december 30., Réunion) országos csúcs[129]
- 52,12 (2016. augusztus 27., Chartres) országos csúcs[130]

200 m gyors, rövid pálya
- 1:53,57 (2012. november 10., Szingapúr) országos csúcs
- 1:52,32 (2013. augusztus 7., Eindhoven) országos csúcs
- 1:51,41 (2014. augusztus 27., Doha) országos csúcs[131]
- 1:51,18 (2014. december 7., Doha) országos csúcs[132]

400 m gyors, rövid pálya
- 3:58,84 (2015. december 6., Netánja) országos csúcs[133]

800 m gyors, rövid pálya
- 8:09,36 (2014. szeptember 29., Hongkong) országos csúcs[127]
- 8:08,41 (2014. október 24., Peking) országos csúcs[134]

1500 m gyors, rövid pálya
- 16:04,8 (2016. november 18., Graz) országos csúcs[135]

50 m hát, rövid pálya
- 27,39 (2012. december 21., Szentpétervár) országos csúcs
- 27,04 (2013. augusztus 7., Eindhoven) országos csúcs
- 26,18 (2014. augusztus 27., Doha) országos csúcs[131]
- 26,10 (2014. augusztus 31., Dubaj) országos csúcs[136]
- 25,96 (2014. december 7., Doha) országos csúcs[137]
- 25,95 (2017. december 16., Koppenhága) országos csúcs[138]

100 m hát, rövid pálya
- 58,39 (2012. december 22., Szentpétervár) országos csúcs
- 57,49 (2013. október 21., Doha) országos csúcs
- 57,04 (2013. november 6., Szingapúr) országos csúcs
- 55,38 (2014. augusztus 28., Doha) Európa-csúcs[139]
- 55,34 (2014. szeptember 30., Hongkong) Európa-csúcs[140]
- 55,03 (2014. december 4., Doha) világcsúcs[141]

200 m hát, rövid pálya
- 2:03,77 (2013. augusztus 7., Eindhoven) országos csúcs
- 2:03,04 (2013. augusztus 7., Eindhoven) országos csúcs
- 2:01,60 (2014. augusztus 27., Doha) országos csúcs[131]
- 2:00,85 (2014. augusztus 31., Dubaj) országos csúcs[136]
- 1:59,23 (2014. december 5., Doha) világcsúcs[142]

50 m mell, rövid pálya
- 31,12 (2013. november 10., Tokió) országos csúcs[143]
- 30,66 (2014. december 29., Réunion) országos csúcs[144]

100 m mell, rövid pálya
- 1:05,60 (2014. december 30., Réunion) országos csúcs[129]

200 m mell, rövid pálya
- 2:22,43 (2014. december 28., Réunion) országos csúcs[145]
- 2:21,81 (2016. november 2., Százhalombatta) országos csúcs[146]
- 2:20,63 (2019. december 13., Kaposvár) országos csúcs[147]

50 m pillangó, rövid pálya
- 26,17 (2013. november 6., Szingapúr) országos csúcs[148]
- 26,14 (2014. szeptember 1., Dubaj) országos csúcs[149]
- 26,06 (2014. szeptember 30., Hongkong) országos csúcs[150]
- 25,92 (2014. szeptember 30., Hongkong) országos csúcs[140]
- 25,64 (2014. december 30., Réunion) országos csúcs[129]

100 m pillangó, rövid pálya
- 56,72 (2012. december 21., Szentpétervár) országos csúcs
- 56,58 (2013. november 5., Szingapúr) országos csúcs
- 56,24 (2013. november 9., Tokió) országos csúcs[151]
- 55,71 (2014. december 19., Szentpétervár) országos csúcs[152]
- 55,12 (2016. december 11., Windsor) országos csúcs[153]

200 m pillangó, rövid pálya
- 2:04,56 (2010. december 15., Dubaj) országos csúcs
- 2:04,19 (2012. december 12., Isztambul) országos csúcs
- 2:02,20 (2012. december 12., Isztambul) Európa-csúcs
- 2:01,12 (2014. december 3., Doha) országos csúcs[154]

100 m vegyes, rövid pálya
- 57,73 (2013. augusztus 8., Eindhoven) világcsúcs
- 57,50 (2013. augusztus 8., Eindhoven) világcsúcs
- 57,45 (2013. augusztus 11., Berlin) világcsúcs
- 57,25 (2014. augusztus 28., Doha) világcsúcs[155]
- 56,86 (2014. szeptember 1., Dubaj) világcsúcs[156]
- 56,70 (2014. december 5., Doha) világcsúcs[157]
- 56,67 (2015. december 4., Netánja) világcsúcs[158]
- 56,61 (2017. augusztus 7., Berlin) világcsúcs[159]

200 m vegyes, rövid pálya
- 2:10,83 (2007. december 13., Debrecen) országos csúcs[160]
- 2:04,39 (2013. augusztus 7., Eindhoven) világcsúcs
- 2:03,20 (2013. augusztus 7., Eindhoven) világcsúcs[161]
- 2:02,61 (2014. augusztus 27., Doha) világcsúcs[131]
- 2:02,13 (2014. augusztus 31., Dubaj) világcsúcs[162]
- 2:01,86 (2014. december 6., Doha) világcsúcs[163]

400 m vegyes, rövid pálya
- 4:32,10 (2007. december 16., Debrecen) országos csúcs
- 4:24,10 (2011. december 16., Atlanta) országos csúcs
- 4:23,91 (2012. november 25., Chartres) országos csúcs
- 4:22,18 (2013. augusztus 8., Eindhoven) Európa-csúcs
- 4:20,85 (2013. augusztus 11., Berlin) világcsúcs
- 4:20,83 (2014. augusztus 28., Doha) világcsúcs[164]
- 4:19,46 (2015. december 2., Netánja) világcsúcs[165]

## Díjai, elismerései
- Junior Prima díj (2009)
- Az év magyar úszónője (2009, 2010, 2013, 2014, 2015, 2017,[166] 2018,[167] 2019[168])
- Az év magyar sportolónője (2009, 2013, 2014,[169] 2015, 2016, 2017,[170] 2019[171] – a sportújságírók szavazata alapján)
- Az év utánpótláskorú sportolója (2009) (a nemzeti Sportszövetség díja)
- Baja Városért kitüntetés (2009)
- Az év magyar sportolónője második helyezett (2010)
- Az év magyar csapat harmadik helyezett (2010)
- Az év amerikai egyetemi úszónője (2010)
- A Magyar Köztársasági Érdemrend lovagkeresztje (2010)
- Miniszteri elismerő oklevél (2012)
- A 2012-es rövid pályás vb legjobb női versenyzője (2012)
- Budapestért díj (2013)
- Az év európai úszónője (LEN) (2013, 2014,[172] 2015,[173] 2016, 2019[174])
- MOB Fair Play-díj, cselekedet kategória (2014)
- Az év úszónője (FINA) (2014,[175] 2015,[176] 2016,[177] 2018[178])
- A Figyelő gazdasági hetilap Év Embere díja (2014)[179]
- Év magyar egyetemi sportolója (2015)[180]
- A Magyar Érdemrend középkeresztje a csillaggal (2016)[181]
- Európa legjobb női sportolója (2016, 2017, 2019)[182][183][184]
- Baja díszpolgára (2016)[185]
- Budapest díszpolgára (2017)[186]
- Az év női sportolója 2. hely (Nemzetközi Sportújságíró Szövetség, AIPS) (2017)[187]
- 2017-ben a Forbes őt választotta a 7. legbefolyásosabb magyar nőnek a közéletben
- 2019-ben az akkor induló International Swimming League [188]nagykövetévé választották

## Róla
- Katinka (2022) dokumentumfilm
- Viaszfigurája megtekinthető a Madame Tussauds Budapest Múzeumban
- Nevét őrzi a 483454 Hosszúkatinka kisbolygó.[189][190]